# Larry Pegram
Larry Pegram (Columbus, 5 settembre 1972) è un pilota motociclistico statunitense, ritiratosi dall'attività agonistica.

## Carriera
Dal 1996 al 2014 disputa ininterrottamente il campionato statunitense Superbike ottenendo alcune vittorie nei singoli Gran Premi ed il quarto posto come miglior risultato in classifica finale (nel 2011 con una BMW S1000RR ottiene punti in tutte le prove e chiude settimo).
Per quanto concerne le competizioni mondiali, la sua prima partecipazione risale alla stagione 1996 quando, in sella ad una Ducati, prende parte al Gran Premio degli Stati Uniti nel mondiale Superbike conquistando punti in entrambe le gare. La stagione successiva è nuovamente tra gli iscritti al Gran Premio di casa ma non si qualifica.
Nel 1999 prende parte alle ultime tre gare in calendario del mondiale Supersport in sella ad una Ducati del team Ducati Performance in sostituzione dell'infortunato Paolo Casoli, conquistando sette punti ed il trentatreesimo posto in classifica piloti. Torna nel mondiale Superbike nel 2000 correndo il Gran Premio di Laguna Seca conquistando tre punti iridati. Nel 2014, correndo come wild card il Gran Premio degli Stati Uniti, conquista i primi punti per il costruttore EBR nel mondiale Superbike.
Nel 2015 partecipa al mondiale Superbike nella doppia veste di pilota titolare e team manager con il team HERO EBR in sella alla bicilindrica 1190 RX. Il compagno di squadra è Niccolò Canepa. Dopo il Gran Premio di Assen, a causa del fallimento di EBR, l'intera squadra è costretta a porre fine anticipatamente alla stagione.
Negli anni successivi Pegram si divide tra le corse di Flat Track e l'attività imprenditoriale in campo agricolo.

## Risultati in gara

### Campionato mondiale Superbike
| 1996 | Moto   |  |  |  |  |  |  |  |  |  |  |    |    |  |  |  |  |  |  |  |  |  |  |  |  |  |  |  |  | Punti | Pos. |
| ---- | ------ |  |  |  |  |  |  |  |  |  |  | -- | -- |  |  |  |  |  |  |  |  |  |  |  |  |  |  |  |  | ----- | ---- |
| 1996 | Ducati |  |  |  |  |  |  |  |  |  |  | 12 | 14 |  |  |  |  |  |  |  |  |  |  |  |  |  |  |  |  | 6     | 37º  |

| 1997 | Moto   |  |  |  |  |  |  |  |  |  |  |    |    |  |  |  |  |  |  |  |  |  |  |  |  |  |  |  |  | Punti | Pos. |
| ---- | ------ |  |  |  |  |  |  |  |  |  |  | -- | -- |  |  |  |  |  |  |  |  |  |  |  |  |  |  |  |  | ----- | ---- |
| 1997 | Suzuki |  |  |  |  |  |  |  |  |  |  | NQ | NQ |  |  |  |  |  |  |  |  |  |  |  |  |  |  |  |  | 0     |      |

| 2000 | Moto   |  |  |  |  |  |  |  |  |  |  |  |  |  |  |  |  |    |    |  |  |  |  |  |  |  |  |  |  | Punti | Pos. |
| ---- | ------ |  |  |  |  |  |  |  |  |  |  |  |  |  |  |  |  | -- | -- |  |  |  |  |  |  |  |  |  |  | ----- | ---- |
| 2000 | Ducati |  |  |  |  |  |  |  |  |  |  |  |  |  |  |  |  | 17 | 13 |  |  |  |  |  |  |  |  |  |  | 3     | 44º  |

| 2014 | Moto |  |  |  |  |  |  |  |  |  |  |  |  |  |  |  |  |     |    |  |  |  |  |  |  |  |  |  |  | Punti | Pos. |
| ---- | ---- |  |  |  |  |  |  |  |  |  |  |  |  |  |  |  |  | --- | -- |  |  |  |  |  |  |  |  |  |  | ----- | ---- |
| 2014 | EBR  |  |  |  |  |  |  |  |  |  |  |  |  |  |  |  |  | Rit | 14 |  |  |  |  |  |  |  |  |  |  | 2     | 31º  |

| 2015 | Moto |    |    |     |    |    |    |     |     |  |  |  |  |  |  |  |  |  |  |  |  |  |  |  |  |  |  |  |  | Punti | Pos. |
| ---- | ---- | -- | -- | --- | -- | -- | -- | --- | --- |  |  |  |  |  |  |  |  |  |  |  |  |  |  |  |  |  |  |  |  | ----- | ---- |
| 2015 | EBR  | 18 | 14 | Rit | NP | 17 | 19 | Rit | Rit |  |  |  |  |  |  |  |  |  |  |  |  |  |  |  |  |  |  |  |  | 2     | 32º  |

| Legenda | 1º posto        | 2º posto            | 3º posto           | A punti      | Senza punti        | Grassetto – Pole position Corsivo – Giro più veloce |
| Legenda | Gara non valida | Non qual./Non part. | Ritirato/Non class | Squalificato | '-' Dato non disp. | Grassetto – Pole position Corsivo – Giro più veloce |

### Campionato mondiale Supersport
| 1999 | Moto   |  |  |  |  |  |  |  |  |    |    |     | Punti | Pos. |
| ---- | ------ |  |  |  |  |  |  |  |  | -- | -- | --- | ----- | ---- |
| 1999 | Ducati |  |  |  |  |  |  |  |  | 13 | 12 | Rit | 7     | 33º  |

| Legenda | 1º posto        | 2º posto            | 3º posto           | A punti      | Senza punti        | Grassetto – Pole position Corsivo – Giro più veloce |
| Legenda | Gara non valida | Non qual./Non part. | Ritirato/Non class | Squalificato | '-' Dato non disp. | Grassetto – Pole position Corsivo – Giro più veloce |